# Бертольд (герцог Баварии)
Бертольд Баварский (нем. Berthold von Bayern; ум. 23 ноября 947) — герцог Баварии с 938 года из династии Луитпольдингов.

## Биография
Бертольд был младшим сыном баварского маркграфа Луитпольда.
Вероятно, около 926 года Бертольд получил во владение приграничные баварские марки, оставаясь при этом вассалом своего старшего брата Арнульфа Баварского.
В 927 году король Германии Генрих I Птицелов возвёл Бертольда в титул герцога Каринтии, возможно стремясь ослабить власть непокорного Арнульфа.
В 938 году новый германский король Оттон I сверг Эбхарда Баварского, сына Арнульфа, и передал Баварию Бертольду. В отличие от своих предшественников, Бертольд не получил прав назначения епископов и графов в своих владениях и оказался практически полностью подчинённым германскому королю. Тем не менее, на протяжении всего правления Бертольда, он оставался лояльным Оттону I. Велись даже переговоры о браке баварского герцога с одной из сестёр германского короля, однако успехом они не увенчались.
Бертольд возглавил военные операции против венгров, уже полвека совершавших грабительские рейды в Германию. В 943 году баварская армия разгромила венгерские войска у Вельса и ненадолго обеспечила спокойствие восточных границ герцогства.
После смерти Бертольда в 947 году его сын Генрих был отстранён Оттоном I от наследования. Бавария была передана брату германского короля Генриху Саксонскому.

## Брак и дети
Жена: Бильтруда. Дети:
- Генрих I Молодой (940—989), герцог Каринтии в 976—978 и 985—989 годах, герцог Баварии в 983—985 годах
- Кунигунда; муж: Ульрих, граф Швайнахгау